# سون ووکونگ
سون ووکونگ (چینی: 孫悟空, تلفظ ماندارین: [swə́n ûkʰʊ́ŋ]) همچنین با عنوان میمون شاه (Monkey King) نیز شناخته می‌شود، شخصیتی ادبی و دینی است که بیشتر به عنوان یکی از شخصیت‌های اصلی رمان کلاسیک چینی سیر باختر متعلق به قرن شانزدهم میلادی شناخته می‌شود. در این رمان، سون ووکونگ میمونی است که از دل یک سنگ متولد می‌شود و از طریق تمرین‌های تائویی به قدرت‌های فراطبیعی دست می‌یابد. او پس از سرپیچی از آسمان (بهشت)، توسط بودا زیر کوهی زندانی می‌شود. پانصد سال بعد، او به همراه راهب تانگ سان‌زانگ، سوار بر اسب اژدهای سفید و در کنار دو شاگرد دیگر یعنی ژو باجیه و شا ووجینگ، راهی سفری برای به‌دست آوردن متون مقدس بودیسم می‌شود؛ سفری به‌سوی غرب یا بهشت غربی، جایی که بودا و پیروانش در آن اقامت دارند.
سون ووکونگ دارای توانایی‌های فراوانی است. او از نیروی بدنی خارق‌العاده‌ای برخوردار است و می‌تواند وزن دو کوه سنگین را بر روی شانه‌های خود حمل کند، آن هم در حالی که «با سرعتی همچون شهاب‌سنگ» می‌دود. او بسیار سریع است و می‌تواند با یک پشتک، مسافتی معادل ۱۰۸٬۰۰۰ لی (۵۴٬۰۰۰ کیلومتر یا ۳۴٬۰۰۰ مایل) را طی کند. سون ووکونگ حافظه‌ای بی‌نظیر دارد و می‌تواند تمامی میمون‌هایی را که تاکنون متولد شده‌اند به خاطر بسپارد. او به عنوان پادشاه میمون‌ها وظیفه دارد از همهٔ آن‌ها محافظت کند و مراقبشان باشد. او همچنین ۷۲ دگرپیکری زمینی را می‌آموزد که به وی اجازه می‌دهد به ۷۲ قدرت منحصربه‌فرد دست یابد، از جمله توانایی تبدیل شدن به حیوانات و اشیاء. سون ووکونگ جنگجویی ماهر است و قادر به شکست دادن بهترین جنگجویان بهشت می‌باشد. موی بدن او خاصیت جادویی دارد و می‌تواند از آن برای ساختن نسخه‌هایی از خود یا تبدیل آن به انواع سلاح‌ها، حیوانات و دیگر اشیاء استفاده کند. او همچنین توانایی‌هایی نظیر کنترل جزئی آب‌وهوا، منجمد کردن افراد در جای خود و نامرئی شدن را نیز داراست.
توانایی‌های فراطبیعی که سون ووکونگ و برخی شخصیت‌های دیگر در سیر باختر از خود نشان می‌دهند، در زمان نگارش این رمان توسط بسیاری از خوانندگان به عنوان «قدرت‌های جادویی» تلقی می‌شدند. این قدرت‌ها با وجود آن که از سنت‌های دینی گوناگون الهام گرفته و کارکردهای متفاوت و متنوعی داشتند، اغلب بدون تمایز مشخصی از یکدیگر درک می‌شدند و در نسخه‌های غیرچینی کتاب نیز معمولاً به همین شکل، یعنی به عنوان «جادو» ترجمه می‌شدند.